# Searsia scytophylla
Searsia scytophylla är en sumakväxtart som först beskrevs av Eckl. & Zeyh., och fick sitt nu gällande namn av Moffett. Searsia scytophylla ingår i släktet Searsia och familjen sumakväxter. Utöver nominatformen finns också underarten S. s. dentata.